# Desierto de Calanda
El Desierto de Calanda fou un convent de l'orde dels carmelites descalços d'estil barroc de grans dimensions, actualment en ruïnes, a 12 km del poble de Calanda (Espanya), al qual no és fàcil d'accedir-hi a causa de les nombroses cruïlles de camins que hi ha per arribar-hi. A causa del seu llastimós estat de conservació, aquest monument ha estat inclòs a la Llista Vermella de Patrimoni de l'organització "Hispania Nuestra". És Bé Catalogat amb l'identificador autonòmic 1-INM-TER-028-051-007, i la seva declaració està publicada en el Butlletí Oficial d'Aragó del 19 d'abril de 2004.

## Història

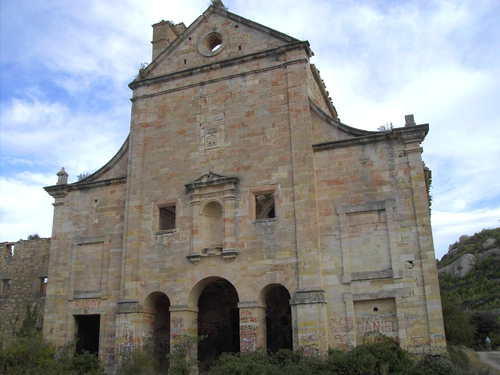
Façana de l'església del convent

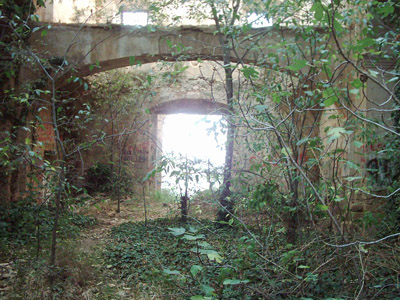
Porta principal

Sota l'advocació de Sant Elies, el convent va ser fundat el 1682, allargant-se la seva construcció fins al 1701, i reconstruït en diverses ocasions. La primera, l'any 1705, pels desperfectes causats per la Guerra de Successió Espanyola, el 1708, a causa d'un incendi i, més tard, el 1809, pels danys soferts a la Guerra de la Independència Espanyola. Es va tornar a utilitzar com a convent a partir de 1814. Malgrat que patí diverses reconstruccions, es van mantenir la disposició i estructures originals.
S'anomena del Desierto pel seu emplaçament en una zona extensament deshabitada, i per ser la típica ubicació carmelitana, amb la qual es pretenia aconseguir la reforma de l'església a través d'una vida d'austeritat, aïllament i recolliment.
En un principi va ser una torre de camp d'una família, però més endavant se li va afegir la construcció del convent que, segons diuen els escrits, va arribar a tenir fins a 40 religiosos, de l'Orde dels Carmelites Descalços. Va ser a causa del seu aïllament que els frares van triar aquesta ubicació, atès que buscaven un lloc apartat dels nuclis de població, per estar tranquils en els seus resos i treballs.
Diuen els escrits, a títol anecdòtic, que l'any 1835, la comunitat del convent estava formada per 24 sacerdots, 18 professors de cor, 8 llecs (aquell que, tot i ser profés, no té opció a les sagrades ordes -frare-) i donats. Com a servidors "2 escolanos, 2 cabrerizos", 5 pagesos per a les terres del val de la Comuna i un guarda de camí. Malgrat això, el 1836 amb el procés de desamortització de Mendizábal, va passar a mans particulars, va ser venut el 1842 a Antonio Calvo, i va quedar en propietat privada fins que el 2021 el va comprar l'Ajuntament de Calanda.
Malgrat el seu abandonament i el seu estat de ruïna actual, encara conserva la seva estructura original. És una obra sumptuosa de quatre plantes amb església d'una sola nau, planta rectangular i vuit altars. El Convent del Desierto és sobrenomenat com l'"Escorial aragonès", per les seves grans dimensions.

## Arquitectura
El convent pròpiament dit estava format per un edifici de dimensions considerables i construït per maçoneria amb carreus de reforç, en el qual destaca la presència d'un temple construït seguint l'estil barroc, un claustre destinat a les processons i un bloc de cel·les per a ús dels frares.
A més, el complex comptava amb altres construccions que s'utilitzaven per als menesters de la vida en comunitat: biblioteca, sala capitular, refetor, cuina, infermeria, cellers, estables, magatzems, molí, font, nevera (la qual es troba en perfecte estat de conservació), camps per al cultiu… El convent disposava d'una esplanada frontal a l'entrada de l'església (d'una sola nau i amb vuit altars) de 22 m².
L'altar major, construït amb fusta de les pinedes limítrofes arran de l'exclaustració de l'any 1835, i a conseqüència de la Desamortització de Mendizábal, va ser traslladat al Temple del Pilar de la vila i cremat l'any 1936. Les dues campanes del convent van ser traslladades també al Pilar de Calanda, pagades per la majordomia abans que la comunitat sortís. Van ser foses el 1784, una d'elles, trencada per una canonada a la guerra carlista de 1838. Ambdues van ser tirades del campanar del Pilar el 1936 i utilitzades a Barcelona per a finalitats bèl·liques.